# Nhà tâm lý học

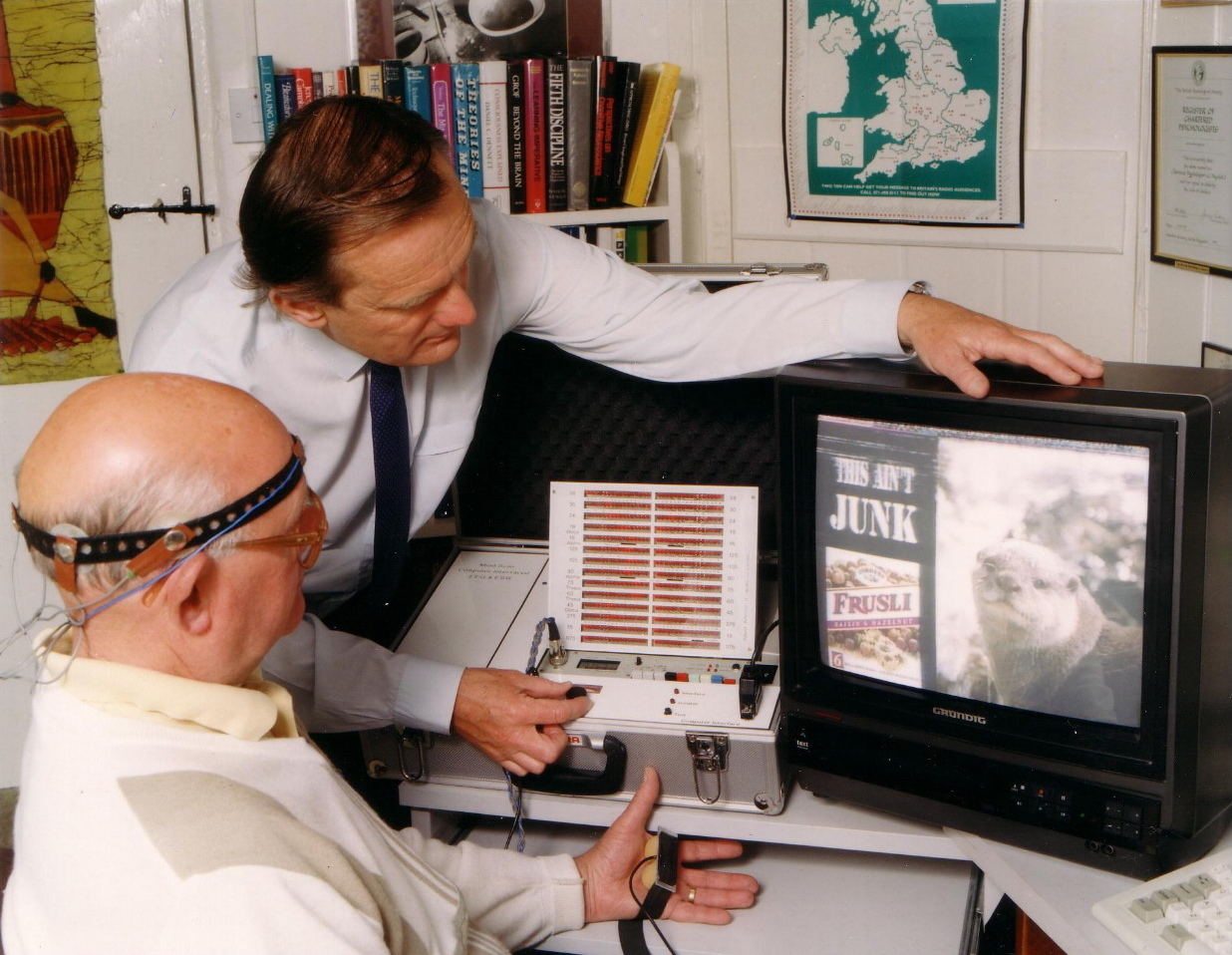
Nhà tâm lý học David Lewis đánh giá phản hồi của một chủ đề đối với một chương trình quảng cáo trên TV vào đầu thập niên 1980 bằng cách sử dụng một thiết bị cải tiến EEG đặc biệt.

Một nhà tâm lý học là một chuyên gia đánh giá và nghiên cứu các quá trình hành vi và tinh thần. Để trở thành một nhà tâm lý học, một người phải hoàn thành một bằng Tiến sĩ (PsyD hoặc PhD). Định nghĩa này về một nhà tâm lý học là không giới hạn. Trong hầu hết khu vực pháp lý của bang, thành viên của các nghề nghiên cứu hành vi khác (chẳng hạn như cố vấn và nhà tâm thần học có thể đánh giá, chẩn đoán, điều trị và nghiên cứu quá trình tinh thần. Có nhiều loại nhà tâm lý học được phản ánh lại bởi 56 bộ phận của Hiệp hội Tâm lý học Hoa Kỳ (APA). Cũng có nhiều lĩnh vực tâm lý học khác nữa như các nhà tâm lý học công nghiệp và tổ chức và cộng đồng; những chuyên gia áp dụng nghiên cứu, các lý thuyết và kĩ thuật tâm lý học vào vấn đề trong "thế giới thực"; đó là chủ yếu áp dụng cho doanh nghiệp, tập đoàn, các tổ chức phi lợi nhuận xã hội, chính phủ và các nhà nghiên cứu.
Tâm lý học có thể phân làm hai thể loại chính: Tâm lý học ứng dụng, bao gồm những "người thực hành" hoặc "chuyên gia" và tâm lý học định hướng nghiên cứu bao gồm các "nhà khoa học" và "học giả". Những mô hình đào tạo do APA xác nhận, yêu cầu các nhà tâm lý học ứng dụng, các nhà nghiên cứu và thực hành đều phải được tập luyện.